# Ernst Curtius

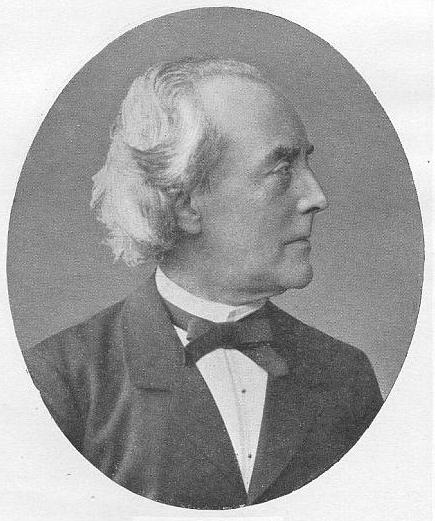
Ernst Curtius

Ernst Curtius (* 2. September 1814 in Lübeck; † 11. Juli 1896 in Berlin) war ein deutscher klassischer Archäologe und Althistoriker.

## Leben
Curtius war der Sohn des Syndikus der Stadt Lübeck Carl Georg Curtius (1771–1857) und dessen Ehefrau Dorothea Plessing (1783–1851), einer Tochter des Kaufmanns und Bürgermeisters Johann Philipp Plessing. Seine Brüder waren der spätere Pfarrer und Theologe Paul Werner Curtius (1808–1833), der Lübecker Bürgermeister Theodor Curtius (1811–1889) und der Philologe und Sprachforscher Georg Curtius (1820–1885). Der Romanist Ernst Robert Curtius war sein Enkel.
Seinen Schulbesuch absolvierte Curtius am Katharineum zu Lübeck. Dort schloss er auch Freundschaft mit dem späteren Schriftsteller Emanuel Geibel. Nach seinem Abitur Ostern 1833 begann Curtius in Bonn bei Friedrich Gottlieb Welcker (klassische Altertumswissenschaft) und bei Christian August Brandis Philosophie zu studieren. Im Herbst 1834 wechselte Curtius nach Göttingen zu Karl Otfried Müller. Müller wurde mit seinem Gesamtbild der Kulturgeschichte des klassischen Altertums richtungsweisend für Curtius.
Ab Herbst 1835 arbeitete Curtius bei August Böckh an der Universität Berlin. 1837 wurde Curtius von seinem Lehrer Brandis nach Athen engagiert. Seinen Lebensunterhalt verdiente Curtius dort als Hauslehrer der Kinder von Brandis, darunter Dietrich Brandis. In diesem Haus machte er später auch Bekanntschaft mit Ludwig Ross, Heinrich Nicolaus Ulrichs und Eduard Gerhard.
Von dort aus unternahm Curtius mehrere Reisen durch Griechenland und Italien mit dem Geographen Carl Ritter. 1838 traf er wieder mit Emanuel Geibel zusammen, der zu dieser Zeit ebenfalls Griechenland bereiste. Zusammen mit Geibel versuchte er sich an Nachdichtungen verschiedener klassischer griechischer Schriftsteller. Mit seinem Lehrer Müller bereiste er noch einmal den Peloponnes, und als Müller auf dieser Reise verstarb, brachte er ihn nach Athen und begrub ihn dort am Kolonos.
Zur Jahreswende 1840/41 kehrte Curtius nach Berlin zurück und promovierte im Dezember 1841 bei Moritz Hermann Eduard Meier in Halle mit der Dissertation Commentatio de portubus Athenarum. Nach einer Probezeit am Französischen und Joachimsthalschen Gymnasium habilitierte sich Curtius mit Anecdota Delphica über Inschriften aus Delphi (diese Arbeit begann er mit Karl Otfried Müller). Am 10. Februar 1844 hielt er seinen Vortrag Die Akropolis von Athen in der Berliner Singakademie, der seinen öffentlichen Ruhm begründete. Im Herbst 1844 berief man Curtius zum Praeceptor (Hauslehrer) des Prinzen Friedrich Wilhelm, des späteren Kaisers Friedrich III.; gleichzeitig avancierte er zum a.o. Professor der Universität Berlin.
1850 heiratete Curtius in Berlin Auguste Besser (1815–1851, geb. Reichhelm), die Witwe des Buchhändlers Wilhelm Besser (1808–1848). Mit ihr hatte er den Sohn Friedrich Curtius. Am 10. Januar 1852 hielt Curtius einen berühmt gewordenen Vortrag in der Sing-Akademie zu Berlin über Olympia und initiierte damit eigentlich die ersten archäologischen Grabungen an diesem Ort. Im November des Jahres wurde er als ordentliches Mitglied in die königliche Akademie der Wissenschaften in Berlin aufgenommen. Nachdem seine Frau nach ca. einjähriger Ehe und kurz nach Geburt des Sohnes gestorben war, heiratete Curtius 1853 deren jüngere Schwester Clara Reichhelm (1828–1900). Mit ihr hatte er die Tochter Dora, die später den Geologen Richard Lepsius heiratete. 1853 trat Curtius der Gesetzlosen Gesellschaft zu Berlin bei.

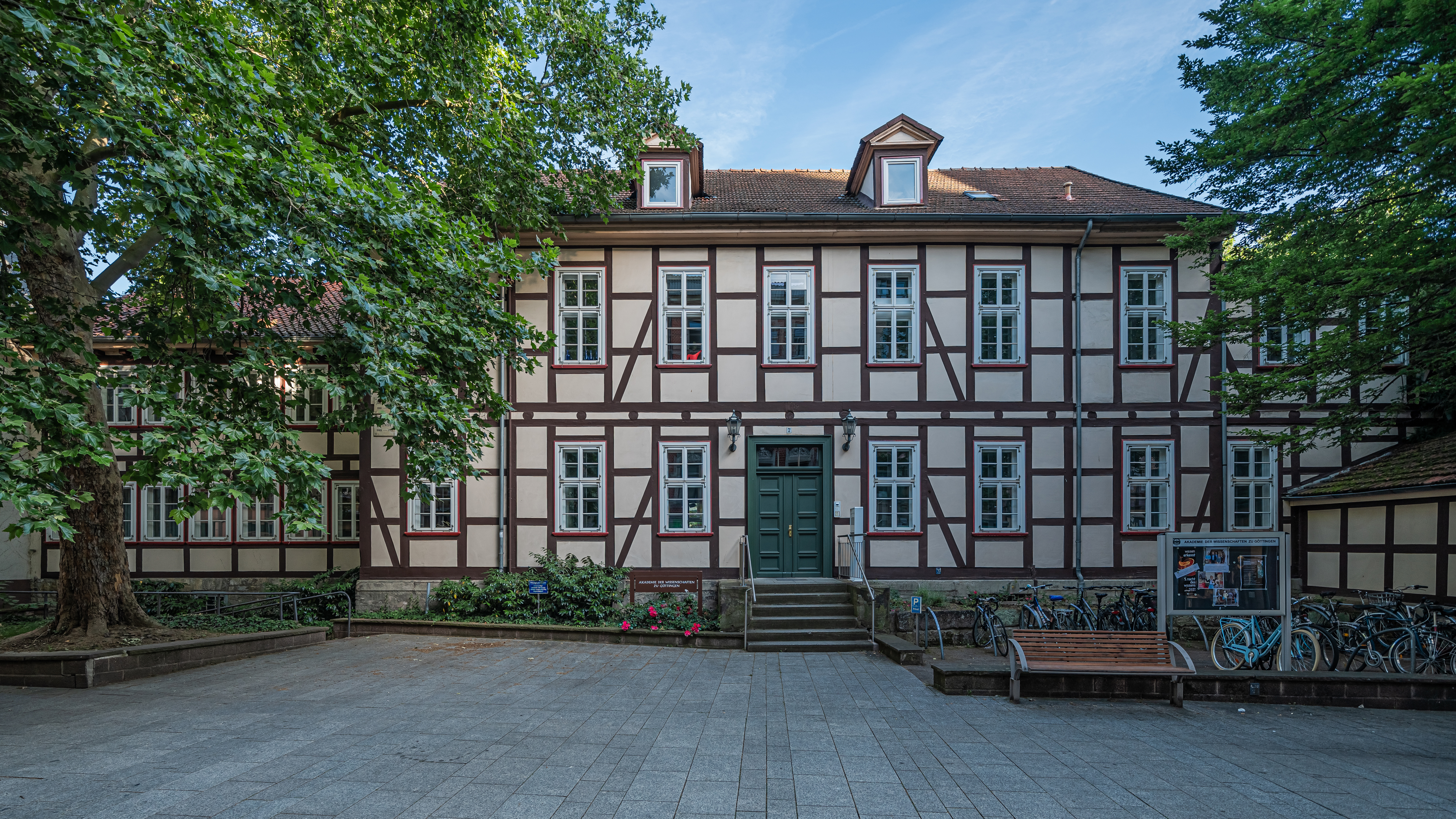
Curtius’ Wohnhaus in Göttingen von 1856 bis 1868 beherbergt heute die Akademie der Wissenschaften zu Göttingen

Zwischen 1855 und 1867 wirkte Curtius als Professor an der Georg-August-Universität Göttingen. Als 1867 Eduard Gerhard in Berlin starb, betraute man Curtius als Nachfolger mit einer Professur für Archäologie. Parallel dazu leitete er das Antiquarium im Alten Museum. 1871 wurde er Sekretar der Philosophisch-historischen Klasse der Akademie, was er bis 1893 blieb. Durch seine maßgebliche Vorarbeit wurde nach Kriegsende 1871 das „private“ archäologische Institut in eine preußische Staatsanstalt umgewandelt, 1874 in ein Reichsinstitut. Gleichzeitig beschloss der Reichstag, eine Abteilung dieses Instituts in Athen zu gründen.
1875 begannen unter Curtius’ Leitung die Ausgrabungen in Olympia, bei denen ein Hermes des Praxiteles und viele andere Skulpturen gefunden wurden. Neben einigen Wissenschaftlern standen Curtius dort die Architekten Friedrich Adler und Wilhelm Dörpfeld zur Seite. Aus dieser Arbeit resultierte auch Curtius’ Zusammenarbeit mit Johann August Kaupert. 1872 wurde er in die Académie royale des Sciences, des Lettres et des Beaux-Arts de Belgique, 1876 in die American Academy of Arts and Sciences, 1895 in die American Philosophical Society und 1889 in die Royal Society of Edinburgh sowie in die Académie des Inscriptions et Belles-Lettres gewählt.
Für seine wissenschaftlichen Leistungen wurde er am 31. Mai 1879 in den preußischen Orden Pour le Mérite für Wissenschaft und Künste aufgenommen.

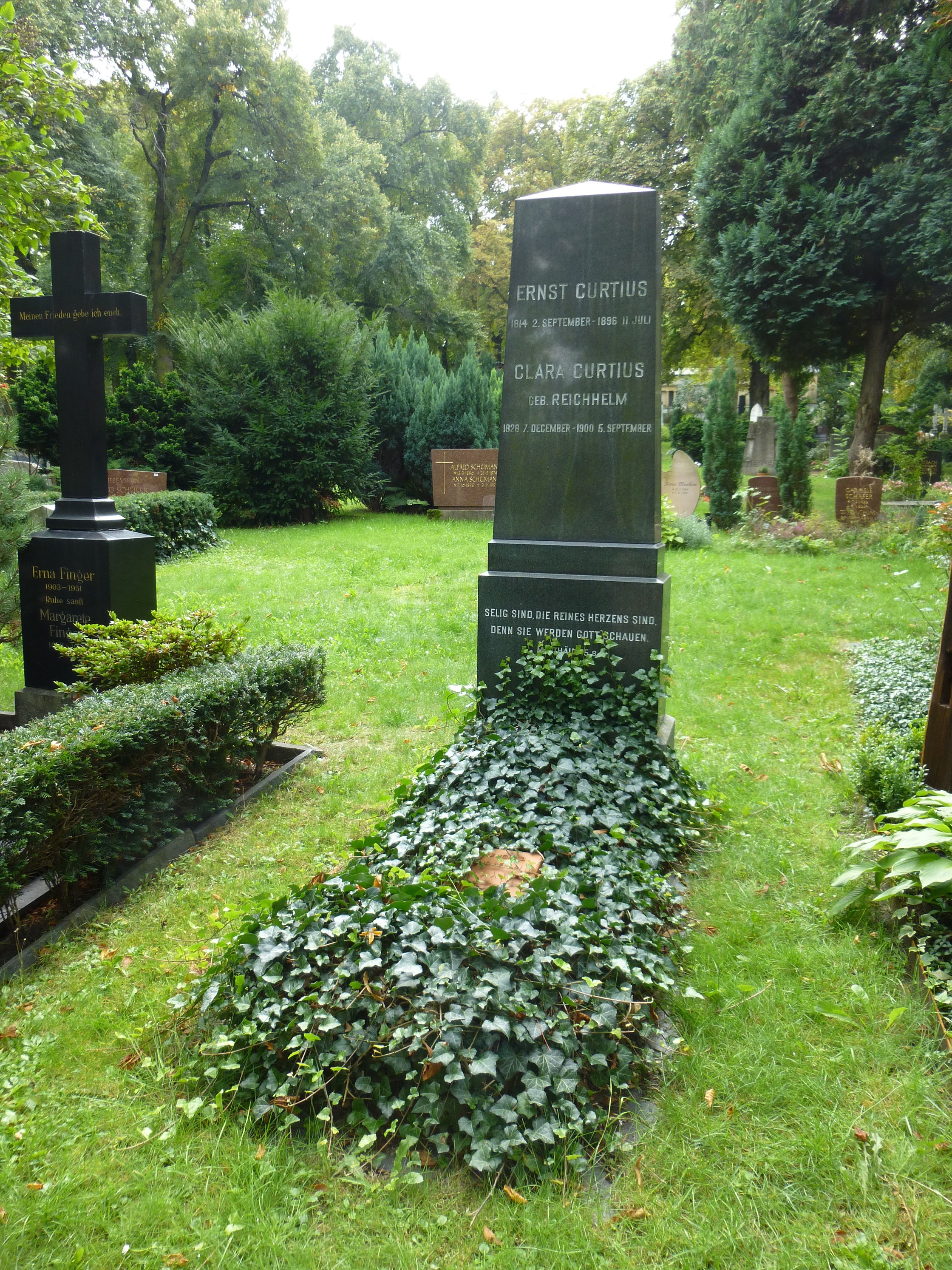
Grabstätte von Ernst und Clara Curtius auf dem Alten St.-Matthäus-Kirchhof in Berlin

Im Alter von 82 Jahren starb Ernst Curtius am 11. Juli 1896 in Berlin. Beigesetzt wurde er auf dem Alten St.-Matthäus-Kirchhof in Berlin-Schöneberg, Großgörschenstraße 12–14.

## Ehrungen
Unvollständige Liste
Curtius war Ehrenmitglied des Berliner Vereins im Verband der Vereine Deutscher Studenten. Sein Grab ist seit 1958 als Ehrengrab der Stadt Berlin gewidmet. In Berlin-Lichterfelde wurde bereits zu Lebzeiten 1895 eine Straße nach ihm benannt, die heute von der Drakestraße abzweigt. In Athen ist eine relativ zentrale Straße nach ihm benannt, die die Vororte Ano Kipseli und Galatsi miteinander verbindet.
Im Olympiapark München ist der Weg zwischen der Parkharfe und der Werner-von-Linde-Halle nach Curtius benannt.

## Schriften (Auswahl)
- mit Emanuel Geibel: Klassische Studien. Bonn 1840.
- Inscriptiones atticae duodecim. Berlin 1843.
- Anecdota Delphica. Berlin 1843.
- Die Akropolis von Athen. Ein Vortrag im wissenschaftlichen Vereine zu Berlin am 10. Februar gehalten. Verlag Wilhelm Besser, Berlin 1844 (Digitalisat).
- Naxos. Berlin 1846.
- Peloponnes. Gotha 1/1851 – 2/1852.
- Olympia. Berlin 1852.
- Ionier. Berlin 1855.
- Griechische Geschichte. Berlin 1/1857 – 3/1861; mehrere Auflagen, z. B. 5. Aufl. Berlin 1878–1880.
  - Teil 1: Von den Uranfängen bis zum Tode des Perikles. Gekürzte Ausgabe: Deutsche Buchgemeinschaft, Berlin [1936], Bernina, Wien, Leipzig, Olten 1936; Gekürzte Ausgabe, Phaidon-Verlag, Essen 1997, ISBN 3-88851-229-8
  - Teil 2: Blüte und Verfall Griechenlands. Gekürzte Ausgabe: Bernina, Wien, Leipzig, Olten 1936, Deutsche Buchgemeinschaft, Berlin 1936.
- Sieben Karten zur Topographie von Athen nebst erläuterndem Text. Gotha 1868.
- Beiträge zur Geschichte und Topographie Kleinasiens. Berlin 1872.
- Über den religiösen Charakter der griechischen Münzen. Berlin 1872.
- Ephesus. Berlin 1874.
- Altertum und Gegenwart. Berlin 1/1875 (Digitalisat und Volltext im Deutschen Textarchiv) – 2/1882.
- mit Johann August Kaupert: Atlas von Athen. Berlin 1878.
- mit Friedrich Adler (Hrsg.): Ausgrabungen zu Olympia. Berlin 1/1877 – 3/1878.

- Friedrich Curtius: Ernst Curtius. Ein Lebensbild in Briefen. Verlag von Julius Springer, Berlin 1903 (Digitalisat).
- Friedrich Curtius (Hrsg.): Ernst Curtius. Ein Lebensbild in Briefen. Neue Ausgabe von Friedrich Curtius. Erster Band mit zwei Bildnissen. Zweiter Band mit zwei Bildnissen. Berlin 1913 (In dieser Ausgabe sind – im Gegensatz zu der Ausgabe von 1903 – die Beziehungen Ernst Curtius’ zum preußischen Königshaus, insbesondere die Erlebnisse des Jahres 1848, durch neues Material vollständiger dargestellt, gekürzt wurden die Mitteilungen aus den griechischen Jugendbriefen).